# École nationale supérieure agronomique
Une école nationale supérieure agronomique est un établissement de l'enseignement agricole délivrant le diplôme d'ingénieur agronome. Ces écoles ont succédé aux écoles régionales d'agriculture et aux écoles nationales d'agriculture. Ces écoles ont été remplacées progressivement par des Grands établissements ayant vocation à former des établissements d'enseignement supérieur compétitifs.

## Présentation

### Des écoles régionales d'agriculture devenues nationales (XIXesiècle)

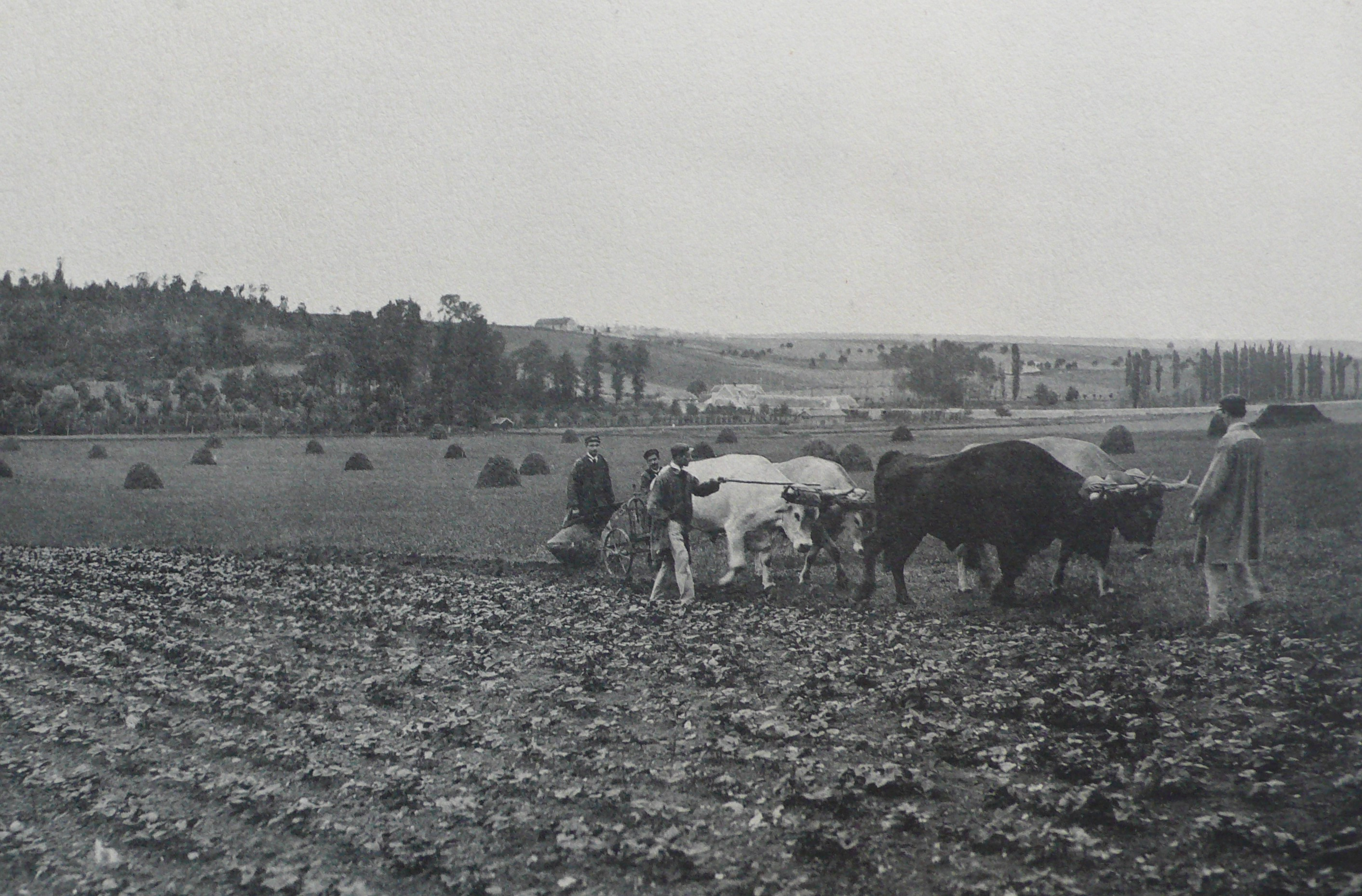
Conduite d'attelage (travaux pratiques à Grignon au XXe siècle).

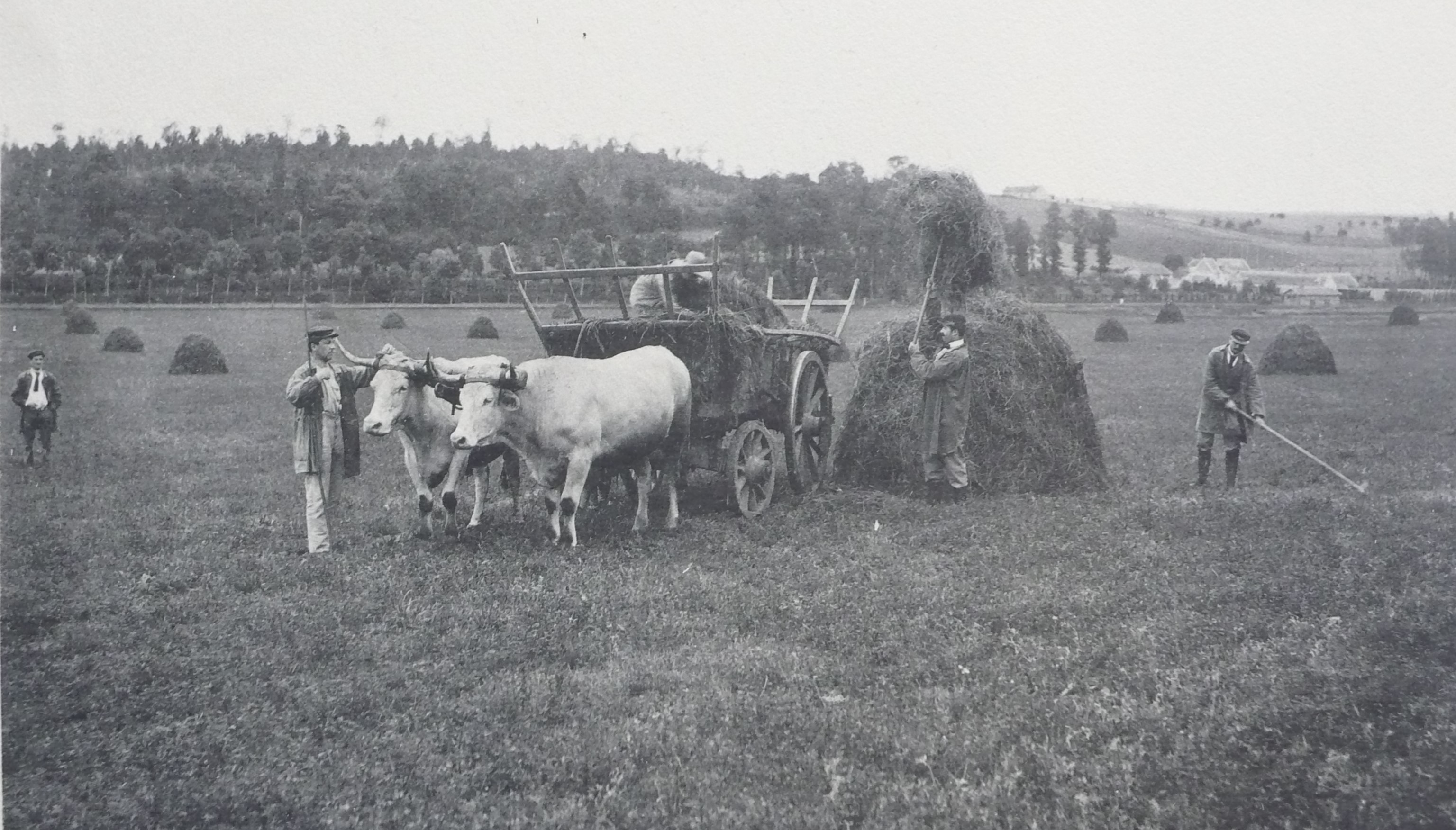
Fenaison (travaux pratiques à Grignon au XXe siècle).

La première loi d’organisation de l’enseignement agricole (3 octobre 1848) crée des écoles régionales d'agriculture qui sont au nombre de trois, réparties en fonction des grandes régions culturales françaises : Grandjouan à l'ouest, La Saulsaie dans le sud et Grignon en région parisienne. Ce sont des établissements d'enseignement supérieur qui viennent après les écoles pratiques d'agriculture, dans la hiérarchie des établissements. Ces trois écoles ont vécu des changements de titre au gré des évolutions politiques. Elles sont devenues Écoles impériales d'agriculture sous le Second empire, puis Écoles nationales d'agriculture sous la Troisième République. 
L'école de Toulouse et l’école de Nancy sont créées plus récemment, au début du XXe siècle.
De même une école supérieure d'agriculture a été créée en Algérie lors de l'empire colonial au début du XXe siècle. Dans cette même dynamique, on peut également citer l'école supérieure d'agriculture fondée en Tunisie alors que c'était un protectorat français.

### Loi d'orientation agricole (1960): l'agronomie remplace l'agriculture
À la suite de La loi d'orientation agricole du 2 août 1960 relative à la réforme de l'Enseignement supérieur agricole, ces écoles supérieures d'agriculture deviennent des Écoles nationales supérieures agronomiques car le titre d'ingénieur agricole est remplacé par le titre d'ingénieur agronome. L'école de Grandjouan a déménagé à Rennes, celle de la Saulsaie s'installe à Montpellier, l'école de Grignon en revanche n'a pas déménagé.
Cette prérogative a été étendue aux autres écoles prodiguant le même enseignement par l'effet d'un décret du 20 juin 1961 pris pour l'application de la loi d'orientation agricole du 2 août 1960. Ce texte a été ensuite modifié par un décret du 7 janvier 1966 qui est venu en compléter le dispositif, instaurant un concours d'admission commun. Selon les termes du rapport au Premier ministre associé à ce texte, il s'agissait d'assurer l'homogénéité de l'enseignement « pour maintenir les caractéristiques et le régime des grandes écoles agronomiques au premier rang desquelles se place l'Institut national agronomique ».  
À cet effet, le décret prévoyait un seul et même recrutement pour toutes les ENSA par la voie d'un concours unique. Il instaurait également un régime de « cogestion » de la formation par les deux départements ministériels concernés au moyen de la création d'une commission consultative permanente (CCP des ENSA). 

### Perspectives
Cette catégorisation des écoles à partir d'une approche réglementairement structurée des diplômes est appelée à évoluer. En effet, elle n'est pas compatible avec le principe de lisibilité et de convergence décidé dans le cadre de la construction de l'espace européen de l'enseignement supérieur. Il convient d'ailleurs de relever que la commission des titres d'ingénieurs n'habilite plus les ENSA à délivrer le « titre » d'ingénieur agronome (les ingénieurs qui se sont vu décerner ce titre par le passé peuvent toutefois continuer à le porter) mais le diplôme d'ingénieur suivi du nom de l'établissement délivrant le diplôme. La « qualité » d'ingénieur agronome demeure et le qualificatif « Agro » est d'ailleurs protégé par la Fédération nationale des ingénieurs du vivant (Fédération UniAgro) qui veille à ce qu'il ne soit pas indûment porté par une école ou association d'ingénieurs non issue des ENSA.
Les ENSA sont des établissements d’enseignement et de recherche. Ces écoles dispensent un enseignement scientifique portant principalement sur les sciences biologiques, physiques, économiques et humaines dans leurs rapports avec l'agriculture. 

### Disparition du titre agronomique dans certaines écoles
En 2020 de nouveaux regroupements ont été réalisés pour former des instituts d'enseignement supérieurs compétitifs, faisant disparaitre le titre d'école nationale agronomique. Ainsi, l'Institut agro est constitué de trois écoles : l'Institut Agro Montpellier, l'Institut Agro Rennes-Angers (composé de l'école de Rennes et de l'école d'Angers) et l'Institut Agro Dijon. 
Depuis 2007, AgroParisTech résulte de la fusion de trois établissements : l'Institut national agronomique Paris-Grignon (INA-PG), l'École nationale du génie rural, des eaux et des forêts (ENGREF), l'École nationale supérieure des industries agricoles et alimentaires (ENSIA).
Le diplôme d'ingénieur y est délivré sans que la formule "agronome" n'apparaisse sur le diplôme[réf. nécessaire].
Cependant, l'école nationale supérieure agronomique de Toulouse et l’école nationale supérieure d'agronomie et des industries alimentaires de Nancy (ENSAIA) conservent l'intitulé agronomique dans le nom de leur établissement.

#### Établissements historiques
- École nationale supérieure agronomique de Grignon
- École nationale supérieure agronomique de Rennes
- École nationale supérieure agronomique de Montpellier
- l'école nationale supérieure agronomique de Toulouse
- École nationale supérieure agronomique de Nancy
- École nationale supérieure agronomique d'Alger